# Julius III.
Julius III., vlastním jménem Giovanni Maria Ciocchi del Monte (10. září 1487 Řím – 23. březen 1555 Řím), byl papežem mezi lety 1550 a 1555.

## Život
Giovanni Maria Ciocchi del Monte se narodil 10. září 1487 v Římě. Pavel III. ho jmenoval kardinálem baziliky San Vitale a ustanovil jej prvním předsedajícím zasedání Tridentského koncilu. Papežem byl zvolen 7. února 1550, v 70. den konkláve.

## Pontifikát
Ciocchi se jako papež nechoval nijak asketicky, již v počátku svého pontifikátu obnovil tradici zábav a římských karnevalů. V roce 1551 však přikázal obnovit jednání tridentského koncilu. Papežovy pokusy vrátit Anglické království do lůna Říma se však nezdařily.

## Vztah s Innocenzem
Innocenzo Ciocchio Del Monte (1532–1577) byl původně žebrák v Parmě, kde ho 14letého roku 1546 na ulici potkal tehdy ještě kardinál Giovanni Maria Del Monte, Innocenzo se Giovannimu zalíbil a ten začal poskytovat štědré dary Innocenzovu otci a nakonec přesvědčil svého bratra, Bladovina Ciocchia Del Monte, aby Innocenzia adoptoval, čímž se Innocenzo stal tedy Giovanniho adoptivním synovcem.
Po začátku pontifikátu Julius III. hned ještě v roce 1550 jmenoval tehdy ještě 17letého Innocenza kardinálem, Innocenzo neměl téměř žádné vzdělání, byl prakticky negramotný a neměl žádnou předchozí kariéru v církvi. Během zbytku pontifikátu poskytl Julius kardinálovi Innocenzovi značné výhody (jmenoval ho kardinálem-synovcem, což byla nejdůležitější administrativní funkce na papežském dvoře, např. kontrolující papežskou korespondenci) a značné majetky, zejména mu svěřil do správy řadu klášterů (Mont-Saint-Michel v Normandii, Frascati, Svatého Zena ve Veroně a mnohé další). Innocenzova neschopnost vykonávat úřad kardinála synovce vedla k postupnému nahrazení této funkce funkcí kardinála státního sekretáře.
Jeví se pravděpodobné, že příčinou masivní podpory a protežování Innocenza ze strany Julia III. byl romantický a sexuální vztah těchto dvou mužů, jak se o něm zmínil například benátský velvyslanec na papežském dvoře v době Juliova pontifikátu, Matteo Dandolo; napsal, že papež „ho (Inocenza) bral do svojí ložnice a svojí vlastní postele“. Podobně francouzský básník Joachim du Bellay, který žil v Římě v době Juliova pontifikátu a svůj negativní názor na vztah dvou mužů vyjádřil ve dvou sonetech vydaných ve sbírce Les regrets roku 1558.